# NHL 2016/2017
Sezóna NHL 2016/2017 byla 100. ročníkem této soutěže. První zápas odehrála Ottawa Senators proti Toronto Maple Leafs 13. října.
Jedničkou draftu byl Auston Matthews, který oblékal dres Toronto Maple Leafs. Do pětice vybraných talentů se dostali tři Finové, druhý Patrik Laine ( Winnipeg Jets ), čtvrtý Jesse Puljujärvi ( Edmonton Oilers ) a pátý Olli Juolevi. Na Čechy se v prvním kole dle očekávání nedostalo.

## Nejlépe placení hráči
Po čtyřech sezónách, kdy byl na prvním místě žebříčku nejlépe placených hráčů NHL obránce Shea Weber, se v sezóně 2016/17 dostal na čelo slovinský útočník Anže Kopitar. Tabulka je bez bonusů.
| Poř. | Hokejista        | Post    | Klub                | Plat (mil. USD) |
| ---- | ---------------- | ------- | ------------------- | --------------- |
| 1.   | Anže Kopitar     | útočník | Los Angeles Kings   | 14,0            |
| 2.   | Patrick Kane     | útočník | Chicago Blackhawks  | 13,8            |
|      | Jonathan Toews   | útočník | Chicago Blackhawks  | 13,8            |
| 4.   | Shea Weber       | obránce | Montreal Canadiens  | 12,0            |
| 5.   | Ryan O'Reilly    | útočník | Buffalo Sabres      | 11,0            |
|      | P.K. Subban      | obránce | Nashville Predators | 11,0            |
| 7.   | Sidney Crosby    | útočník | Pittsburgh Penguins | 10,9            |
| 8.   | Alexandr Ovečkin | útočník | Washington Capitals | 10,0            |
|      | Corey Perry      | útočník | Anaheim Ducks       | 10,0            |
|      | Jakub Voráček    | útočník | Philadelphia Flyers | 10,0            |

## Základní část

### Konečné tabulky
Základní část probíhala od 13. října 2016 do 10. dubna 2017. Jejím vítězem se stal tým Washington Capitals, který tak získal Prezidentský pohár pro vítěze základní části.
| Vysvětlivky                                                                |
| -------------------------------------------------------------------------- |
| Celkový vítěz základní části (zisk Presidents' Trophy) a postup do playoff |
| Tým skončil na prvním místě v konferenci a postoupil do playoff            |
| Tým skončil na prvním místě v divizi a postoupil do playoff                |
| Ostatní týmy přímo postupující do playoff                                  |
| Postupující do playoff na divokou kartu                                    |
| Vyřazené týmy na divokou kartu                                             |
| Ostatní vyřazené týmy                                                      |

Poznámka: Na divokou kartu postoupily z každé konference dva nejlepší týmy ze čtyř na 4. a 5. místě.

#### Východní konference
| Atlantická divize |                     |    |    |    |    |    |         |     |
| Poz.              | Tým                 | Z  | V  | VP | PP | P  | SCO     | B   |
| 1.                | Montreal Canadiens  | 82 | 33 | 14 | 9  | 26 | 226:200 | 103 |
| 2.                | Ottawa Senators     | 82 | 34 | 10 | 10 | 28 | 212:214 | 98  |
| 3.                | Boston Bruins       | 82 | 38 | 6  | 7  | 31 | 234:212 | 95  |
| 4.                | Toronto Maple Leafs | 82 | 33 | 7  | 15 | 27 | 251:242 | 95  |
| 5.                | Tampa Bay Lightning | 82 | 32 | 10 | 10 | 30 | 234:227 | 94  |
| 6.                | Florida Panthers    | 82 | 23 | 12 | 11 | 36 | 210:237 | 81  |
| 7.                | Detroit Red Wings   | 82 | 17 | 16 | 13 | 36 | 207:244 | 79  |
| 8.                | Buffalo Sabres      | 82 | 25 | 8  | 12 | 37 | 201:237 | 78  |

| Metropolitní divize |                       |    |    |    |    |    |         |     |
| Poz.                | Tým                   | Z  | V  | VP | PP | P  | SCO     | B   |
| 1.                  | Washington Capitals   | 82 | 45 | 10 | 8  | 19 | 263:182 | 118 |
| 2.                  | Pittsburgh Penguins   | 82 | 40 | 10 | 11 | 21 | 282:234 | 111 |
| 3.                  | Columbus Blue Jackets | 82 | 39 | 11 | 8  | 24 | 249:195 | 108 |
| 4.                  | New York Rangers      | 82 | 40 | 8  | 6  | 28 | 256:220 | 102 |
| 5.                  | New York Islanders    | 82 | 33 | 8  | 12 | 29 | 241:242 | 94  |
| 6.                  | Philadelphia Flyers   | 82 | 25 | 14 | 10 | 33 | 219:236 | 88  |
| 7.                  | Carolina Hurricanes   | 82 | 28 | 8  | 15 | 31 | 215:236 | 87  |
| 8.                  | New Jersey Devils     | 82 | 18 | 10 | 14 | 40 | 183:244 | 70  |

#### Západní konference
| Centrální divize |                     |    |    |    |    |    |         |     |
| Poz.             | Tým                 | Z  | V  | VP | PP | P  | SCO     | B   |
| 1.               | Chicago Blackhawks  | 82 | 37 | 13 | 9  | 23 | 244:213 | 109 |
| 2.               | Minnesota Wild      | 82 | 42 | 7  | 8  | 25 | 266:208 | 106 |
| 3.               | St. Louis Blues     | 82 | 38 | 8  | 7  | 29 | 235:218 | 99  |
| 4.               | Nashville Predators | 82 | 35 | 6  | 12 | 29 | 240:224 | 94  |
| 5.               | Winnipeg Jets       | 82 | 33 | 7  | 7  | 35 | 249:256 | 87  |
| 6.               | Dallas Stars        | 82 | 28 | 6  | 11 | 37 | 223:262 | 79  |
| 7.               | Colorado Avalanche  | 82 | 14 | 8  | 4  | 56 | 166:278 | 48  |

| Pacifická divize |                   |    |    |    |    |    |         |     |
| Poz.             | Tým               | Z  | V  | VP | PP | P  | SCO     | B   |
| 1.               | Anaheim Ducks     | 82 | 41 | 5  | 13 | 23 | 223:200 | 105 |
| 2.               | Edmonton Oilers   | 82 | 37 | 10 | 9  | 26 | 247:212 | 103 |
| 3.               | San Jose Sharks   | 82 | 38 | 8  | 7  | 29 | 221:201 | 99  |
| 4.               | Calgary Flames    | 82 | 32 | 13 | 4  | 33 | 226:221 | 94  |
| 5.               | Los Angeles Kings | 82 | 25 | 14 | 7  | 36 | 201:205 | 85  |
| 6.               | Arizona Coyotes   | 82 | 20 | 10 | 10 | 42 | 197:260 | 70  |
| 7.               | Vancouver Canucks | 82 | 19 | 11 | 9  | 43 | 182:243 | 69  |

## Playoff
Všechny série play-off se hrají na čtyři vítězná utkání. První zápasy byly odehrány v noci z 13. na 14. dubna 2017 středoevropského letního času (SELČ). Jméno vyše nasazeného týmu uvedeno v horním řádku soupeřící dvojice.
|  | Čtvrtfinále konference | Čtvrtfinále konference | Čtvrtfinále konference |   |   | Semifinále konference | Semifinále konference | Semifinále konference |  |  | Finále konference   | Finále konference | Finále konference |  |  | Finále Stanley Cupu | Finále Stanley Cupu | Finále Stanley Cupu |
|  |                        |                        |                        |   |   |                       |                       |                       |  |  |                     |                   |                   |  |  |                     |                     |                     |
|  | A1                     | Montreal Canadiens     | 2                      |   |   |                       |                       |                       |  |  |                     |                   |                   |  |  |                     |                     |                     |
|  | WC                     | New York Rangers       | 4                      |   |   |                       |                       |                       |  |  |                     |                   |                   |  |  |                     |                     |                     |
|  | WC                     | New York Rangers       | 4                      |   |   | New York Rangers      | 2                     |                       |  |  |                     |                   |                   |  |  |                     |                     |                     |
|  |                        |                        |                        |   |   | New York Rangers      | 2                     |                       |  |  |                     |                   |                   |  |  |                     |                     |                     |
|  |                        |                        | Ottawa Senators        | 4 |   |                       |                       |                       |  |  |                     |                   |                   |  |  |                     |                     |                     |
|  | A2                     | Ottawa Senators        | Ottawa Senators        | 4 | 4 |                       |                       |                       |  |  |                     |                   |                   |  |  |                     |                     |                     |
|  | A2                     | Ottawa Senators        |                        |   | 4 |                       |                       |                       |  |  |                     |                   |                   |  |  |                     |                     |                     |
|  | A3                     | Boston Bruins          | 2                      |   |   |                       |                       |                       |  |  |                     |                   |                   |  |  |                     |                     |                     |
|  | A3                     | Boston Bruins          | 2                      |   |   |                       |                       |                       |  |  | Ottawa Senators     | 3                 |                   |  |  |                     |                     |                     |
|  | Východní konference    |                        |                        |   |   |                       |                       |                       |  |  | Ottawa Senators     | 3                 |                   |  |  |                     |                     |                     |
|  |                        |                        | Pittsburgh Penguins    | 4 |   |                       |                       |                       |  |  |                     |                   |                   |  |  |                     |                     |                     |
|  | M1                     | Washington Capitals    | Pittsburgh Penguins    | 4 | 4 |                       |                       |                       |  |  |                     |                   |                   |  |  |                     |                     |                     |
|  | M1                     | Washington Capitals    |                        |   | 4 |                       |                       |                       |  |  |                     |                   |                   |  |  |                     |                     |                     |
|  | WC                     | Toronto Maple Leafs    | 2                      |   |   |                       |                       |                       |  |  |                     |                   |                   |  |  |                     |                     |                     |
|  | WC                     | Toronto Maple Leafs    | 2                      |   |   | Washington Capitals   | 3                     |                       |  |  |                     |                   |                   |  |  |                     |                     |                     |
|  |                        |                        |                        |   |   | Washington Capitals   | 3                     |                       |  |  |                     |                   |                   |  |  |                     |                     |                     |
|  |                        |                        | Pittsburgh Penguins    | 4 |   |                       |                       |                       |  |  |                     |                   |                   |  |  |                     |                     |                     |
|  | M2                     | Pittsburgh Penguins    | Pittsburgh Penguins    | 4 | 4 |                       |                       |                       |  |  |                     |                   |                   |  |  |                     |                     |                     |
|  | M2                     | Pittsburgh Penguins    |                        |   | 4 |                       |                       |                       |  |  |                     |                   |                   |  |  |                     |                     |                     |
|  | M3                     | Columbus Blue Jackets  | 1                      |   |   |                       |                       |                       |  |  |                     |                   |                   |  |  |                     |                     |                     |
|  | M3                     | Columbus Blue Jackets  | 1                      |   |   |                       |                       |                       |  |  |                     |                   |                   |  |  | Pittsburgh Penguins | 4                   |                     |
|  |                        |                        |                        |   |   |                       |                       |                       |  |  |                     |                   |                   |  |  | Pittsburgh Penguins | 4                   |                     |
|  |                        |                        | Nashville Predators    | 2 |   |                       |                       |                       |  |  |                     |                   |                   |  |  |                     |                     |                     |
|  | C1                     | Chicago Blackhawks     | Nashville Predators    | 2 | 1 |                       |                       |                       |  |  |                     |                   |                   |  |  |                     |                     |                     |
|  | C1                     | Chicago Blackhawks     |                        |   | 1 |                       |                       |                       |  |  |                     |                   |                   |  |  |                     |                     |                     |
|  | WC                     | Nashville Predators    | 4                      |   |   |                       |                       |                       |  |  |                     |                   |                   |  |  |                     |                     |                     |
|  | WC                     | Nashville Predators    | 4                      |   |   | Nashville Predators   | 4                     |                       |  |  |                     |                   |                   |  |  |                     |                     |                     |
|  |                        |                        |                        |   |   | Nashville Predators   | 4                     |                       |  |  |                     |                   |                   |  |  |                     |                     |                     |
|  |                        |                        | St. Louis Blues        | 2 |   |                       |                       |                       |  |  |                     |                   |                   |  |  |                     |                     |                     |
|  | C2                     | Minnesota Wild         | St. Louis Blues        | 2 | 1 |                       |                       |                       |  |  |                     |                   |                   |  |  |                     |                     |                     |
|  | C2                     | Minnesota Wild         |                        |   | 1 |                       |                       |                       |  |  |                     |                   |                   |  |  |                     |                     |                     |
|  | C3                     | St. Louis Blues        | 4                      |   |   |                       |                       |                       |  |  |                     |                   |                   |  |  |                     |                     |                     |
|  | C3                     | St. Louis Blues        | 4                      |   |   |                       |                       |                       |  |  | Nashville Predators | 4                 |                   |  |  |                     |                     |                     |
|  | Západní konference     |                        |                        |   |   |                       |                       |                       |  |  | Nashville Predators | 4                 |                   |  |  |                     |                     |                     |
|  |                        |                        | Anaheim Ducks          | 2 |   |                       |                       |                       |  |  |                     |                   |                   |  |  |                     |                     |                     |
|  | P1                     | Anaheim Ducks          | Anaheim Ducks          | 2 | 4 |                       |                       |                       |  |  |                     |                   |                   |  |  |                     |                     |                     |
|  | P1                     | Anaheim Ducks          |                        |   | 4 |                       |                       |                       |  |  |                     |                   |                   |  |  |                     |                     |                     |
|  | WC                     | Calgary Flames         | 0                      |   |   |                       |                       |                       |  |  |                     |                   |                   |  |  |                     |                     |                     |
|  | WC                     | Calgary Flames         | 0                      |   |   | Anaheim Ducks         | 4                     |                       |  |  |                     |                   |                   |  |  |                     |                     |                     |
|  |                        |                        |                        |   |   | Anaheim Ducks         | 4                     |                       |  |  |                     |                   |                   |  |  |                     |                     |                     |
|  |                        |                        | Edmonton Oilers        | 3 |   |                       |                       |                       |  |  |                     |                   |                   |  |  |                     |                     |                     |
|  | P2                     | Edmonton Oilers        | Edmonton Oilers        | 3 | 4 |                       |                       |                       |  |  |                     |                   |                   |  |  |                     |                     |                     |
|  | P2                     | Edmonton Oilers        |                        |   | 4 |                       |                       |                       |  |  |                     |                   |                   |  |  |                     |                     |                     |
|  | P3                     | San Jose Sharks        | 2                      |   |   |                       |                       |                       |  |  |                     |                   |                   |  |  |                     |                     |                     |

### Východní konference
Výše nasazený tým hraje doma 1., 2. a případný 5. a 7. zápas.

#### Čtvrtfinále
| Výše nasazený tým   | Níže nasazený tým     | Stav série | Výsledky zápasů | Výsledky zápasů | Výsledky zápasů | Výsledky zápasů | Výsledky zápasů | Výsledky zápasů | Výsledky zápasů |
| Výše nasazený tým   | Níže nasazený tým     | Stav série | 1.              | 2.              | 3.              | 4.              | 5.              | 6.              | 7.              |
| ------------------- | --------------------- | ---------- | --------------- | --------------- | --------------- | --------------- | --------------- | --------------- | --------------- |
| Montreal Canadiens  | New York Rangers      | 2 : 4      | Zde 0 : 2       | Zde 4 : 3 PP    | Zde 3 : 1       | Zde 1 : 2       | Zde 2 : 3 PP    | Zde 1 : 3       |                 |
| Ottawa Senators     | Boston Bruins         | 4 : 2      | Zde 1 : 2       | Zde 4 : 3 PP    | Zde 4 : 3 PP    | Zde 1 : 0       | Zde 2 : 3 PP    | Zde 3 : 2 PP    |                 |
| Washington Capitals | Toronto Maple Leafs   | 4 : 2      | Zde 3 : 2 PP    | Zde 3 : 4 PP    | Zde 3 : 4 PP    | Zde 5 : 4       | Zde 2 : 1 PP    | Zde 2 : 1 PP    |                 |
| Pittsburgh Penguins | Columbus Blue Jackets | 4 : 1      | Zde 3 : 1       | Zde 4 : 1       | Zde 5 : 4 PP    | Zde 4 : 5       | Zde 5 : 2       |                 |                 |

#### Semifinále
| Výše nasazený tým   | Níže nasazený tým   | Stav série | Výsledky zápasů | Výsledky zápasů | Výsledky zápasů | Výsledky zápasů | Výsledky zápasů | Výsledky zápasů | Výsledky zápasů |
| Výše nasazený tým   | Níže nasazený tým   | Stav série | 1.              | 2.              | 3.              | 4.              | 5.              | 6.              | 7.              |
| ------------------- | ------------------- | ---------- | --------------- | --------------- | --------------- | --------------- | --------------- | --------------- | --------------- |
| Ottawa Senators     | New York Rangers    | 4 : 2      | Zde 2 : 1       | Zde 6 : 5 PP    | Zde 1 : 4       | Zde 1 : 4       | Zde 5 : 4 PP    | Zde 4 : 2       |                 |
| Washington Capitals | Pittsburgh Penguins | 3 : 4      | Zde 2 : 3       | Zde 2 : 6       | Zde 3 : 2 PP    | Zde 2 : 3       | Zde 4 : 2       | Zde 5 : 2       | Zde 0 : 2       |

#### Finále konference
| Výše nasazený tým | Níže nasazený tým   | Stav série | Výsledky zápasů | Výsledky zápasů | Výsledky zápasů | Výsledky zápasů | Výsledky zápasů | Výsledky zápasů | Výsledky zápasů |
| Výše nasazený tým | Níže nasazený tým   | Stav série | 1.              | 2.              | 3.              | 4.              | 5.              | 6.              | 7.              |
| ----------------- | ------------------- | ---------- | --------------- | --------------- | --------------- | --------------- | --------------- | --------------- | --------------- |
| Ottawa Senators   | Pittsburgh Penguins | 3 : 4      | Zde 2:1 PP      | Zde 0:1         | Zde 5:1         | Zde 2:3         | Zde 0:7         | Zde 2:1         | Zde 2:3 PP      |

### Západní konference
Výše nasazený tým hraje doma 1., 2. a případný 5. a 7. zápas.

#### Čtvrtfinále
| Výše nasazený tým  | Níže nasazený tým   | Stav série | Výsledky zápasů | Výsledky zápasů | Výsledky zápasů | Výsledky zápasů | Výsledky zápasů | Výsledky zápasů | Výsledky zápasů |
| Výše nasazený tým  | Níže nasazený tým   | Stav série | 1.              | 2.              | 3.              | 4.              | 5.              | 6.              | 7.              |
| ------------------ | ------------------- | ---------- | --------------- | --------------- | --------------- | --------------- | --------------- | --------------- | --------------- |
| Chicago Blackhawks | Nashville Predators | 0 : 4      | Zde 0 : 1       | Zde 0 : 5       | Zde 2 : 3 PP    | Zde 0 : 4       |                 |                 |                 |
| Minnesota Wild     | St. Louis Blues     | 1 : 4      | Zde 1 : 2 PP    | Zde 1 : 2       | Zde 1 : 3       | Zde 2 : 0       | Zde 3 : 4 PP    |                 |                 |
| Anaheim Ducks      | Calgary Flames      | 4 : 0      | Zde 3 : 2       | Zde 3 : 2       | Zde 5 : 4 PP    | Zde 3 : 1       |                 |                 |                 |
| Edmonton Oilers    | San Jose Sharks     | 4 : 2      | Zde 2 : 3 PP    | Zde 2 : 0       | Zde 1 : 0       | Zde 0 : 7       | Zde 4 : 3 PP    | Zde 3 : 1       |                 |

#### Semifinále
| Výše nasazený tým | Níže nasazený tým   | Stav série | Výsledky zápasů | Výsledky zápasů | Výsledky zápasů | Výsledky zápasů | Výsledky zápasů | Výsledky zápasů | Výsledky zápasů |
| Výše nasazený tým | Níže nasazený tým   | Stav série | 1.              | 2.              | 3.              | 4.              | 5.              | 6.              | 7.              |
| ----------------- | ------------------- | ---------- | --------------- | --------------- | --------------- | --------------- | --------------- | --------------- | --------------- |
| St. Louis Blues   | Nashville Predators | 2 : 4      | Zde 3 : 4       | Zde 3 : 2       | Zde 1 : 3       | Zde 1 : 2       | Zde 2 : 1       | Zde 1 : 3       |                 |
| Anaheim Ducks     | Edmonton Oilers     | 4 : 3      | Zde 3 : 5       | Zde 1 : 2       | Zde 6 : 3       | Zde 4 : 3 PP    | Zde 4 : 3 PP    | Zde 1 : 7       | Zde 2 : 1       |

#### Finále konference
| Výše nasazený tým | Níže nasazený tým   | Stav série | Výsledky zápasů | Výsledky zápasů | Výsledky zápasů | Výsledky zápasů | Výsledky zápasů | Výsledky zápasů | Výsledky zápasů |
| Výše nasazený tým | Níže nasazený tým   | Stav série | 1.              | 2.              | 3.              | 4.              | 5.              | 6.              | 7.              |
| ----------------- | ------------------- | ---------- | --------------- | --------------- | --------------- | --------------- | --------------- | --------------- | --------------- |
| Anaheim Ducks     | Nashville Predators | 2 : 4      | Zde 2:3 PP      | Zde 5:3         | Zde 1:2         | Zde 3:2 PP      | Zde 1:3         | Zde 3:6         |                 |

### Finále Stanley Cupu
| Výše nasazený tým   | Níže nasazený tým   | Stav série | Výsledky zápasů | Výsledky zápasů | Výsledky zápasů | Výsledky zápasů | Výsledky zápasů | Výsledky zápasů | Výsledky zápasů |
| Výše nasazený tým   | Níže nasazený tým   | Stav série | 1.              | 2.              | 3.              | 4.              | 5.              | 6.              | 7.              |
| ------------------- | ------------------- | ---------- | --------------- | --------------- | --------------- | --------------- | --------------- | --------------- | --------------- |
| Pittsburgh Penguins | Nashville Predators | 4 : 2      | Zde 5:3         | Zde 4:1         | Zde 1:5         | Zde 1:4         | Zde 6:0         | Zde 2:0         |                 |